# Carlos Pollio
Carlos Pollio Lezama  ist ein uruguayischer Politiker.
Er leitete als Nachfolger von Gabriel Gurméndez vom 14. Februar 2005 bis zum 1. März 2005 das Ministerium für Verkehr und öffentliche Bauten.